# Euterpe (Musikgesellschaft)

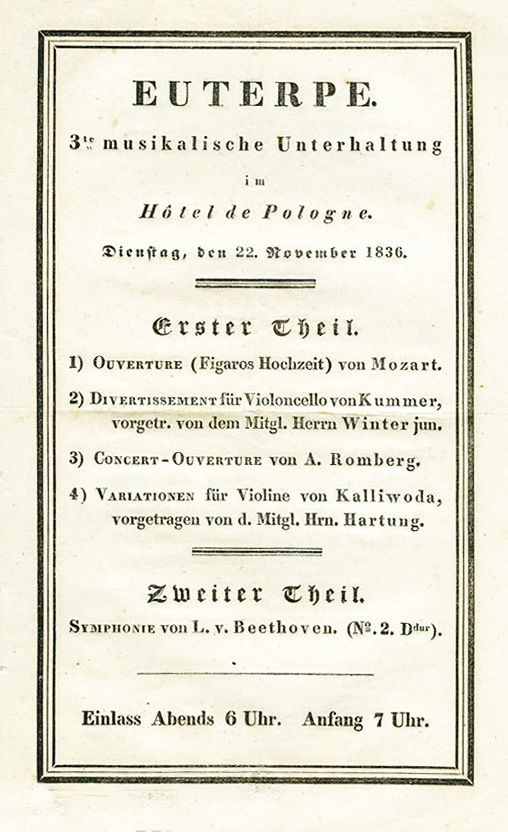
Programmzettel für ein Konzert 1836

Euterpe war ein von 1824 bis 1886 existierender, nach der Muse der Musik benannter Orchesterverein in Leipzig. Danach führt eine Traditionslinie bis zum heutigen Sinfonischen Musikverein Leipzig e.V.

## Geschichte
1824 begannen der Musikstudent und spätere Gewandhausmusiker Robert Sipp (1806–1899) und Jurastudent Wilhelm Eduard Hermsdorf (1804–1886) in Sipps Wohnung in der heutigen Windmühlenstraße gemeinsam zu musizieren. Nachdem sich bald weitere Musiker angeschlossen hatten und die Zusammenkünfte 1826/1827 in ein Café verlegt worden waren, fanden sich auch interessierte Zuhörer ein. Deshalb wurde 1829 beschlossen, dem Ganzen eine organisatorische Form zu geben, indem der Musikverein Euterpe mit Statut, Vereinsvorsteher, Kassierer und Musikdirektor gegründet wurde, der einen geregelten Konzertbetrieb aufnahm. Erster Musikdirektor wurde Karl August Reichardt (1802–1859). Die ersten Konzerte fanden im Saal des Petersschießgrabens und in jenem der Schneiderherberge am Thomaskirchhof statt. Dann wechselte man in das Hôtel de Pologne und ab 1838 bis 1884 in die Buchhändlerbörse, unterbrochen 1866–1868 durch Konzerte in der Central-Halle und 1868–1870 im Alten Theater. 1885/1886 folgte schließlich noch das Alte Gewandhaus.
- Auftrittsorte der Euterpe

"Auftrittsorte
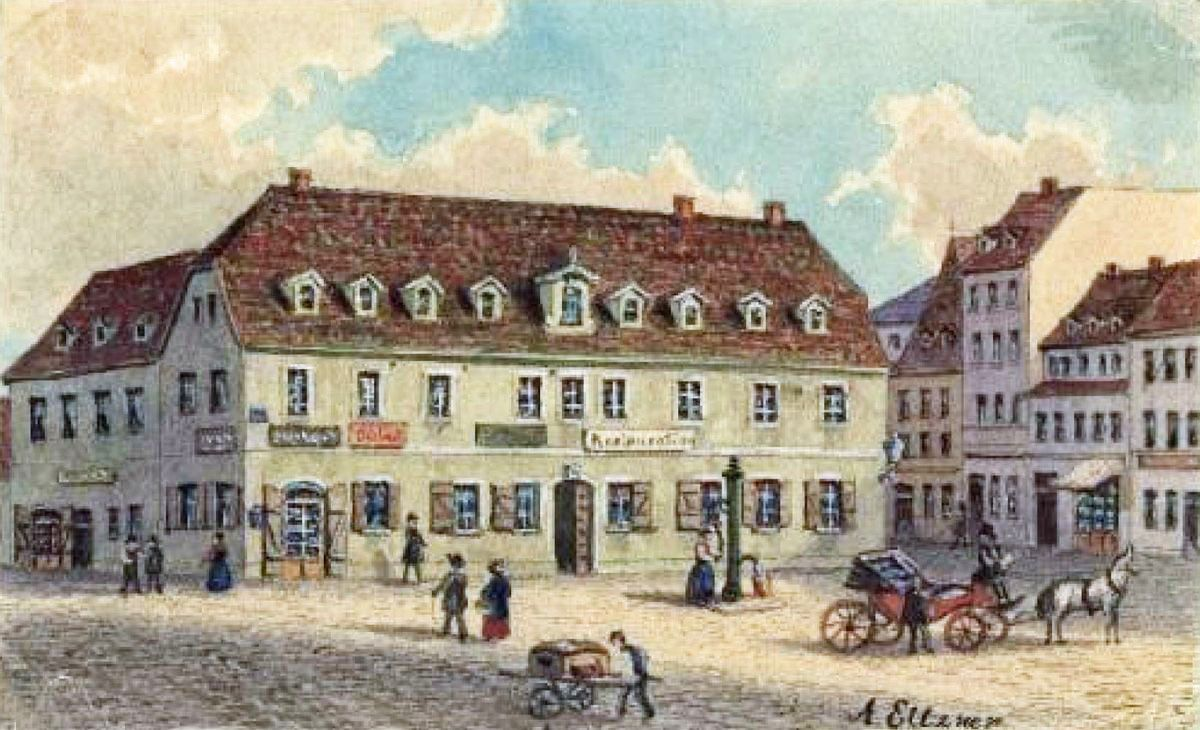
Petersschießgraben
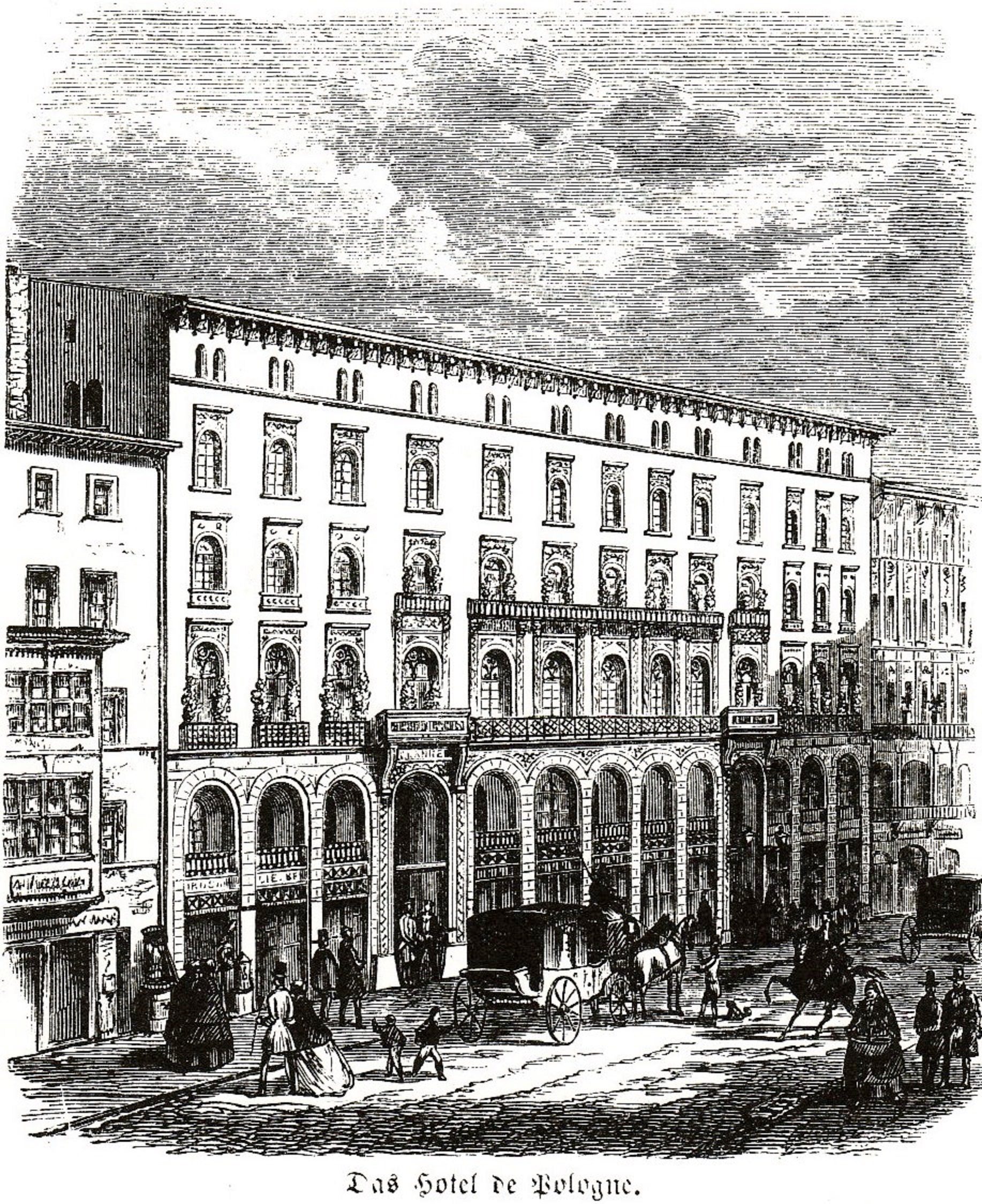
Hôtel de Pologne
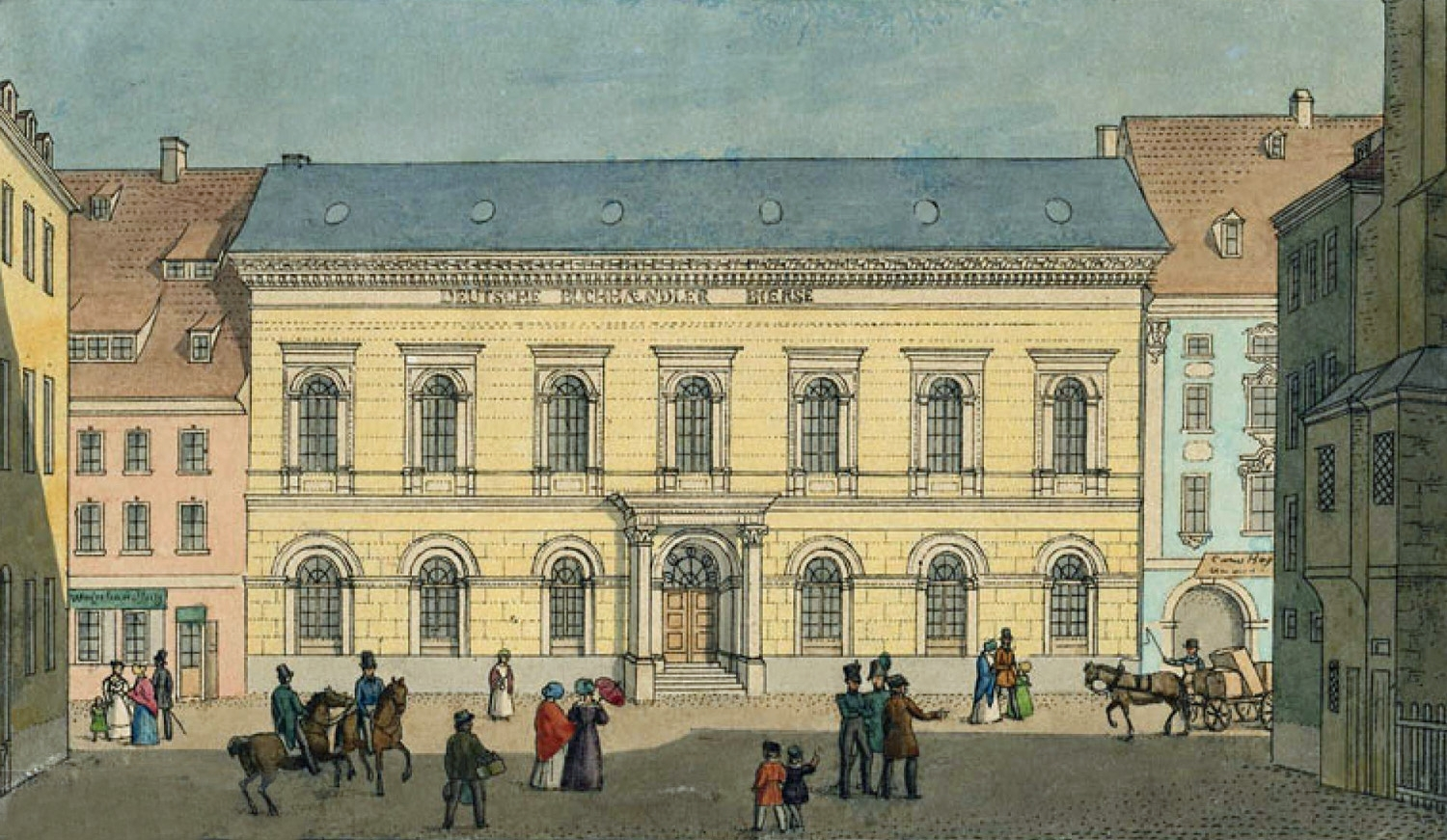
Buchhändlerbörse
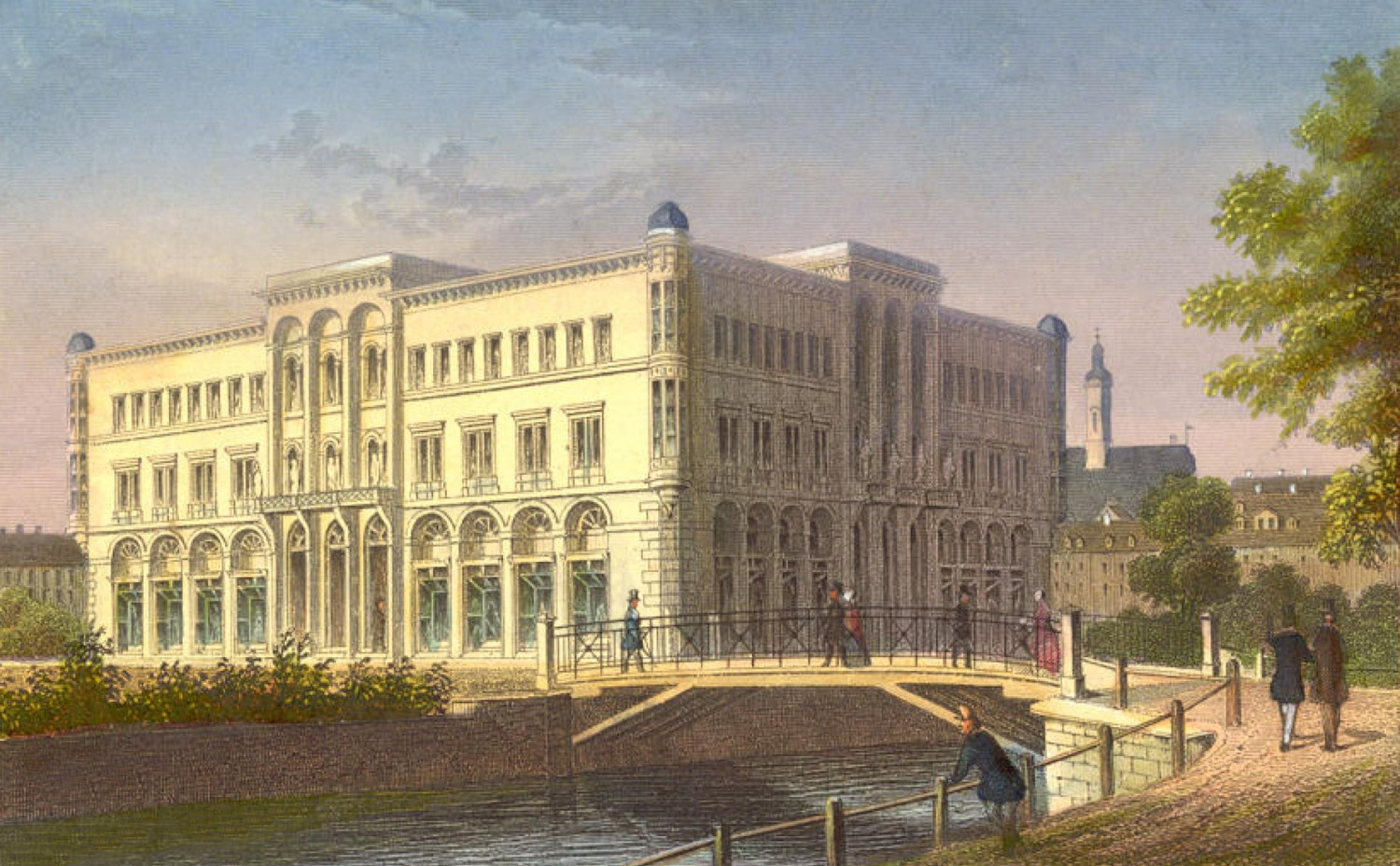
Central-Halle
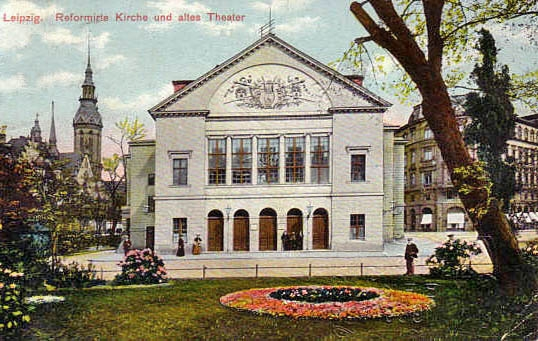
Altes Theater
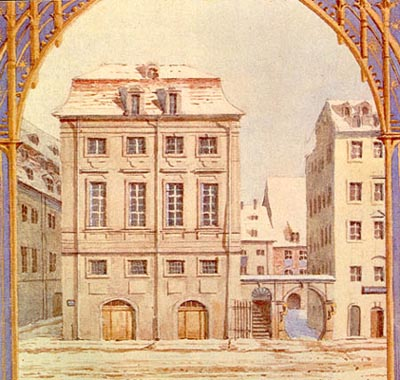
Altes Gewandhaus

Auf Karl August Reichardt folgte von 1831 bis 1838 als Musikdirektor Christian Gottlieb Müller (1800–1863). Unter ihm entwickelte sich die Euterpe zu einem für die Gewandhaus-Konzertdirektion ernstzunehmenden Konkurrenten. Ab der Saison 1835/1836 wurden zwölf Konzerte gespielt. Es gab hauptsächlich Abonnements, aber auch Einzelkarten waren erhältlich. In den Programmen kam es vor, dass Euterpe dem Gewandhaus Leipziger Premieren von großen Instrumentalwerken vorwegnahm. Eine Reaktion des Gewandhauses war 1835 das Engagement von Felix Mendelssohn Bartholdy (1809–1847) als Gewandhauskapellmeister. Es gab auch Versuche des Gewandhauses, der Euterpe durch Verbote  zu schaden, etwa Gewandhausmusikern zu verbieten, bei Euterpe mitzuwirken. Diese schlugen fehl. Die Spannungen glätteten sich, als 1838 Johannes Verhulst (1816–1891), der Kontakte zu Mendelssohn Bartholdy pflegte, Musikdirektor der Euterpe wurde. Nach dessen Weggang 1842 wechselten die Musikdirektoren häufig, aber Euterpe blieb neben dem Gewandhaus ein wesentlicher Faktor des Leipziger Musiklebens.
Nach der Eröffnung des neuen Gewandhauses 1884 gingen bei Euterpe die Besucherzahlen zurück. Hinzu kamen finanziellen Defizite. Der Klavierfabrikant Julius Blüthner (1824–1910), der seit 1871 der alleinige Finanzier der Euterpe gewesen war, stellte angesichts der Zahlen 1886 die Förderung ein. Und so folgte das letzte vom Verein veranstaltete Konzert.
Aber viele der Musiker blieben beieinander. Unter der Leitung von Heinrich Berger probten sie im Restaurant Zum Mariengarten in der Karlstraße (heute Büttnerstraße), immer noch als Euterpe. Nach Meinungsverschiedenheiten verließ Heinrich Berger mit einigen Musikern das Orchester. Den Rest, immer noch als Euterpe, übernahm der Militärmusiker Karl Schwerin. Probenort war das Siebenmännerhaus am Bayrischen Bahnhof, und die Konzerte fanden im Café Bonorand statt. Durch den Ersten Weltkrieg endete dieser Stammteil des Orchesters. 
Liste der Musikdirektoren des Musikvereins „Euterpe“
- 1829–1831: Karl August Reichardt
- 1831–1838: Christian Gottlieb Müller
- 1838–1842: Johannes Verhulst
- 1842–1843: Carl Christian Leberecht Schmidtgen
- 1843–1844: Joh. Ludw. Gebh. von Alvensleben
- 1844–1845: Josef Netzer
- 1845–1846: Friedrich Wilhelm Meyer
- 1846–1847: Johann Christian Lobe
- 1848–1849: Josef Netzer
- 1849–1855: August Ferdinand Riccius
- 1855–1859: Hermann Langer
- 1860–1860: Julius von Bernuth
- 1860–1862: Hans von Bronsart
- 1862–1864: Adolph Blassmann
- 1864–1867: Julius von Bernuth
- 1867–1869: Salomon Jadassohn
- 1869–1875: Alfred Volkland
- 1875–1876: Hermann Kretzschmar
- 1876–1881: Wilhelm Treiber
- 1881–1886: Paul Klengel
- (1887–1901: Heinrich Berger)[5]
- (1901–1914: Karl Schwerin)[5]

## Nach Euterpe
Die 1901 mit Heinrich Berger ausgeschiedenen Musiker etablierten sich als Berger’s Orchesterverein, der sich in den folgenden Jahren große Erfolge erspielte. Die Aufführungen fanden vornehmlich im Festsaal des Centraltheaters statt. Nach Differenzen zwischen Berger und dem Orchester legte dieser 1922 sein Amt nieder, und das Orchester nannte sich zum Leipziger Orchesterverein um. 
Neuer Dirigent wurde Albert Lorenz, der der Leiter des 1921 gegründeten Orchesters Musikalische Vereinigung Leipziger Gemeindebeamter war. Mit diesem vereinigte sich der Leipziger Orchesterverein 1923 zur Musikalischen Vereinigung Leipzig e. V. Aufführungsort wurde die Kongreßhalle am Zoo. Als Lorenz 1935 erkrankte, übernahm der bisherige erste Konzertmeister Werner Wünschmann bis zu seiner Einberufung 1941. Trotz Personalausfällen wurde während des Krieges in kleinerem Kreis weitermusiziert.
Nach einer Zwangspause wurde der regelmäßige Probenbetrieb 1947 wieder aufgenommen. Da das Wort Vereinigung im Namen nicht mehr zulässig war, wurde 1948 wieder auf Symnphonieorchester Euterpe zurückgegriffen. Nach Auflösung aller Musikvereine in der DDR 1953, schloss sich das Orchester dem Großen Orchester im Leipziger Volkskunstensemble Deutsch-Sowjetische Freundschaft (DSF) an.
Nach der Wende gründeten am 15. Mai 1990 die damaligen Orchestermitglieder den Sinfonischen Musikverein Leipzig e. V., der bis heute besteht.